# Adolf Piotr Szelążek
Adolf Piotr Szelążek (Stoczek Łukowski, 1º agosto 1865 – Zamek Bierzgłowski, 9 febbraio 1950) è stato un vescovo cattolico polacco.

## Biografia
Di nobile famiglia cattolica, nacque sotto il dominio zarista, in un periodo in cui le autorità russe cercavano di introdurre in Polonia l'ortodossia eliminando il cattolicesimo.
Fu ordinato prete a Płock nel 1888 e si trasferì a Pietroburgo, per studiare diritto e teologia presso la locale accademia ecclesiastica. Ricoprì vari incarichi pastorali e uffici presso la diocesi di Płock e arrivò a ricoprire le cariche di cancelliere vescovile e rettore del seminario.
Nel 1918 fu nominato vescovo titolare di Barca e ausiliare di Płock; fu trasferito alla sede residenziale di Łuck, in Volinia, nel 1925. Rappresentò l'episcopato polacco nella preparazione del concordato del 1925 tra Polonia e Santa Sede.
Da vescovo, si preoccupò dell'evangelizzazione della popolazione rurale lontana dalle parrocchie e, a tale scopo, nel 1930 eresse l'Associazione Cristo Re.
Nel 1927 ottenne dalla Santa Sede che santa Teresa di Lisieux, da poco canonizzata, fosse proclamata patrona della sua diocesi e nel 1936 fondò la congregazione delle Suore di Santa Teresa del Bambin Gesù.
Dopo la seconda guerra mondiale, il territorio della sua diocesi entrò a far parte dell'Unione Sovietica. Fu arrestato dalle autorità e imprigionato dal 4 gennaio 1945 al 15 maggio 1946: liberato grazie all'intervento degli alleati e di papa Pio XII, si ritirò nel castello di Bierzgłowo, presso Toruń, dove si spense nel 1950.
Su iniziativa della Congregazione delle Suore di Santa Teresa di Gesù Bambino, convinte della santità della sua vita, è stata avanzata la casa di beatificazione. Il 21 gennaio 2013 la Santa Sede ha emesso il Nihil obstat per avviare la causa di beatificazione. La causa diocesana è stata avviata il 6 ottobre 2013 da Andrzej Suski, vescovo di Toruń, ciò gli diede il titolo di Servo di Dio. Suor Hiacynta Augustynowicz, CST è diventata postulatrice a livello diocesano. La fase diocesana si è conclusa il 4 settembre 2016 e il 27 ottobre dello stesso anno i fascicoli del processo sono stati trasferiti alla Congregazione per le cause dei santi a Roma.

## Genealogia episcopale e successione apostolica
La genealogia episcopale è:
- Cardinale Scipione Rebiba
- Cardinale Giulio Antonio Santori
- Cardinale Girolamo Bernerio, O.P.
- Vescovo Claudio Rangoni
- Arcivescovo Wawrzyniec Gembicki
- Arcivescovo Jan Wężyk
- Vescovo Piotr Gembicki
- Vescovo Jan Gembicki
- Vescovo Bonawentura Madaliński
- Vescovo Jan Małachowski
- Arcivescovo Stanisław Szembek
- Vescovo Felicjan Konstanty Szaniawski
- Vescovo Andrzej Stanisław Załuski
- Arcivescovo Adam Ignacy Komorowski
- Arcivescovo Władysław Aleksander Łubieński
- Vescovo Andrzej Mikołaj Stanisław Kostka Młodziejowski
- Arcivescovo Kasper Kazimierz Cieciszowski
- Vescovo Franciszek Borgiasz Mackiewicz
- Vescovo Michał Piwnicki
- Arcivescovo Ignacy Ludwik Pawłowski
- Arcivescovo Kazimierz Roch Dmochowski
- Arcivescovo Wacław Żyliński
- Vescovo Aleksander Kazimierz Bereśniewicz
- Arcivescovo Szymon Marcin Kozłowski
- Vescovo Mečislovas Leonardas Paliulionis
- Arcivescovo Bolesław Hieronim Kłopotowski
- Arcivescovo Jerzy Józef Elizeusz Szembek
- Arcivescovo Apolinary Wnukowski
- Vescovo Antoni Julian Nowowiejski
- Vescovo Adolf Piotr Szelążek

La successione apostolica è:
- Vescovo Stanisław Kostka Łukomski (1920)
- Vescovo Stefan Walczykiewicz (1928)